# OpenSearch
OpenSearch — набор технологий, позволяющих веб-сайтам и поисковым системам публиковать результаты поиска в форматах, удобных для распространения и сбора.
OpenSearch был разработан A9.com, дочерней компанией Amazon.com. Первая версия, OpenSearch 1.0, была представлена на конференции, посвященной Web 2.0 в марте 2005 года. Черновые версии OpenSearch 1.1 были опубликованы в сентябре и декабре 2005 года. Спецификация OpenSearch лицензирована компанией A9 по Creative Commons Attribution-ShareAlike 2.5 License.

## Архитектура
В OpenSearch входят:
- XML-файлы с описанием поисковой системы.
- Стандартизованный синтаксис запросов, описывающий, где и как получать результаты поиска.[1]
- RSS (в OpenSearch 1.0) или более общий OpenSearch-ответ (в OpenSearch 1.1) — форматы, предоставляющие поисковые результаты.
- OpenSearch-агрегаторы — сайты, позволяющие отображать OpenSearch-результаты.
- Элементы на веб-странице для автоматического обнаружения пользовательским клиентом возможности использования OpenSearch на данном сайте.

Версия 1.0 спецификации позволяла предоставлять только один ответ на поисковый запрос и только в формате RSS, в то время как версия 1.1 позволяет вернуть несколько результатов в различных форматах. RSS и Atom — единственные форматы, формально поддерживаемые OpenSearch-агрегаторами, но и другие типы вполне допустимы, например, HTML.

## Поисковые системы иПО, поддерживающие OpenSearch
- Википедия предлагает статьи, соответствующие введённой строке.
- Mozilla Firefox версии 2 и выше позволяет интегрировать поисковые системы, поддерживающие OpenSearch, со своей панелью поиска.
- Internet Explorer версии 7 и выше также позволяет добавлять OpenSearch-системы.
- Chrome также позволяет добавлять OpenSearch-системы для быстрого поиска по сайту через адресную строку.
- Opera Neon[2].

Mozilla заявила, что откажется от поисковых надстроек OpenSearch в пользу поисковых надстроек WebExtentions. Это не повлияет на возможность вручную добавить систему открытого поиска с веб-сайта. С 5 декабря 2019 года надстройки поисковой системы для Firefox, работающие на основе OpenSearch, были удалены из надстроек Mozilla.